# NGC 590
NGC 590 è una vasta galassia a spirale barrata situata nella costellazione di Andromeda a una distanza di circa 227 milioni di anni luce dalla nostra Via Lattea.

## Descrizione
La galassia ha una classe di luminosità I e presenta una larga riga a 21 cm dell'idrogeno neutro.
Data la sua luminosità superficiale pari a 14,32, NGC 590 può essere classificata come una galassia a bassa luminosità superficiale (nella letteratura in lingua inglese abbreviata in LSB, acronimo di Low Surface Brightness). Le galassie LSB sono galassie di tipo diffuso (D) con una luminosità superficiale inferiore di almeno una magnitudine a quella del cielo notturno circostante.

## Scoperta
NGC 590 è stata scoperta il 22 settembre 1865 dall'astronomo prussiano Heinrich d'Arrest.